# Trichobius
Trichobius är ett släkte av tvåvingar. Trichobius ingår i familjen lusflugor.

## Dottertaxa tillTrichobius, i alfabetisk ordning[1]
- Trichobius adamsi
- Trichobius affinis
- Trichobius anducei
- Trichobius angulatus
- Trichobius assimilis
- Trichobius bequaerti
- Trichobius bilobus
- Trichobius brennani
- Trichobius caecus
- Trichobius cernyi
- Trichobius cognatus
- Trichobius corynorhini
- Trichobius costalimai
- Trichobius diaemi
- Trichobius diphyllae
- Trichobius dominicanus
- Trichobius dugesii
- Trichobius dugesiodes
- Trichobius dunni
- Trichobius dusbabeki
- Trichobius dybasi
- Trichobius ethophallus
- Trichobius flagellatus
- Trichobius frequens
- Trichobius furmani
- Trichobius galei
- Trichobius handleyi
- Trichobius hirsutulus
- Trichobius hispidus
- Trichobius hoffmannae
- Trichobius imitator
- Trichobius intermedius
- Trichobius joblingi
- Trichobius johnsonae
- Trichobius jubatus
- Trichobius keenani
- Trichobius leionotus
- Trichobius lionycteridis
- Trichobius lonchophyllae
- Trichobius longipes
- Trichobius longipilus
- Trichobius machadoallisoni
- Trichobius macrophylli
- Trichobius macroti
- Trichobius major
- Trichobius mendezi
- Trichobius neotropicus
- Trichobius pallidus
- Trichobius parasiticus
- Trichobius parasparsus
- Trichobius persimilis
- Trichobius petersoni
- Trichobius phyllostomae
- Trichobius phyllostomus
- Trichobius propinquus
- Trichobius pseudotruncatus
- Trichobius robynae
- Trichobius silvicolae
- Trichobius sparsus
- Trichobius sphaeronotus
- Trichobius strictisternus
- Trichobius tiptoni
- Trichobius truncatus
- Trichobius tuttlei
- Trichobius uniformis
- Trichobius urodermae
- Trichobius vampyropis
- Trichobius wenzeli
- Trichobius yunkeri